# André Sellier (football)
Pour les articles homonymes, voir Sellier.
Cet article concerne le footballeur. Pour l'historien, voir André Sellier. Pour le militaire, voir André Sellier (militaire).
André Sellier, né en 1890 et mort en 1920, est un footballeur international français.

## Biographie
Sellier, peintre en bâtiment, est affecté au 40e régiment d'artillerie au déclenchement de la Première Guerre mondiale. En septembre 1917, il est victime d'une fracture de la base du crâne à la suite d'une chute à cheval en service commandé.  C'est vraisemblablement ce traumatisme qui entraîne sa mort prématurée à 29 ans.

### Clubs successifs
- Étoile des Deux Lacs

### Carrière
Son poste de prédilection est avant. Il est notamment retenu en mars 1910 dans une sélection parisienne du C.F.I. opposée à des joueurs anglais. Dans la foulée, Sellier honore une sélection en équipe de France de football, Italie-France au stade de l'Arena Civica à Milan en mai 1910.
Arrivée à cinq heures, le matin du match, après un trajet de seize heures en train, l'équipe de France découvrit qu'elle devrait évoluer sur une surface en terre battue. Pour le premier match international de l'Italie (la France en était déjà à son 17e), Sellier et ses partenaires ne furent pas déçus du voyage[réf. nécessaire].